# 贝希特斯加登
贝希特斯加登（德語：Berchtesgaden）位于德国巴伐利亚州东南部的阿尔卑斯山脚下，距离奥地利萨尔茨堡20千米，人口约8千。贝希特斯加登于1978年建立了国家公园，其中包括湖水清澈翠绿的国王湖和德国的第二高峰瓦茨曼山。贝希特斯加登也以希特勒的“鹰巢”而闻名。

## 词源
上巴伐利亚的贝希特斯加登早期写作 Perchterscadmen、Perhtersgadem、Berchirchsgadem、Berchtoldesgadem。该词前部的古高地德语为 parach，经过了拉丁语被变形为了罗曼语的 bareca，意为「干草棚」，其最初日耳曼语意已不可知。后添加了古高地德语单词 gadem，意为“房间、单间小屋”，类似的如古高地德语 muosgadem，意为「香料室」。

## 国家公园
1978年建立的贝希特斯加登国家公园是德国最秀丽的风景胜地之一，它位于德国的东南角，距离德国与奥地利的边境不远。
贝希特斯加登被阿尔卑斯山所环抱，其中的瓦茨曼山脉的山峰高达1300至2500米的山峰，是德国的第二高峰，另一座耶那峰（Jenner）高1874米。距离贝希特斯加登约3公里处是碧绿的国王湖，国王湖是狭长8公里的山间湖泊，湖边有座白墙红顶的圣巴多罗买礼拜堂（St. Bartholoma）。

## 第三帝国时期

### 上萨尔茨堡山
贝希特斯加登辖区内的上萨尔茨堡山从1923年起是希特勒的度假住所（Feriendomizil Hitlers），1933年改建成为希特勒和纳粹高官们的官邸区（贝格霍夫，Führer-Sperrgebiet），1937年又在上萨尔茨堡山的山脚下设立了纳粹德国除柏林外的第一政府驻地（Reichskanzlei）。
阿道夫·希特勒于1920年代开始在贝希特斯加登地区度假。他在小镇上方的上萨尔茨堡购买了一栋住宅，位于霍赫尔戈尔山的侧面，并于随后几年开始对他的贝格霍夫进行大规模翻修。随着赫尔曼·戈林、约瑟夫·戈培尔、马丁·鲍曼、海因里希·希姆莱和阿尔伯特·施佩尔等其他第三帝国高层人物开始频繁出入该地区，纳粹党开始购买和征用上萨尔茨堡的土地。希特勒上台纳粹掌权后，上萨尔茨堡山经历了很大的变动，先是建造了一座简单的夏季避暑小屋，后来根据建筑师阿洛伊斯·德加诺（Alois Degano）和希特勒本人的设计，经过多次扩建成为一座大型的住所，建筑的中心大厅有一扇可以升降的窗户，可以一览贝希特斯加登的阿尔卑斯山风光。
1933年起上萨尔茨堡山改建成希特勒与纳粹高官的官邸区，在希特勒住所的周围还有纳粹高层马丁·鲍曼、赫尔曼·戈林和阿尔伯特·斯佩尔的住所、党卫军基地、礼宾所和地下碉堡，许多柏林的官员也纷纷搬迁到了贝希特斯加登，山谷下为大型机械的搬运建造了一座小型机场，二战结束后曾改建成难民营。
1937年在在上萨尔茨堡山的山脚下建造了希特勒政府的驻地，是纳粹德国除柏林外的第二政府驻地，希特勒每年要在贝希特斯加登逗留数月，期间的政治策划由此发布，并在驻地以帝国元首的身份，接待了包括英国首相内维尔·张伯伦、英国前首相戴维·劳合·乔治、罗马尼亚国王卡洛尔二世等在内的国家客人，其中最重要的一次是1938年2月12日同奥地利总理库尔特·许士尼格的会面，在希特勒恐吓要进军奥地利的威胁之下，德奥两国签订了《贝希特斯加登条约》，走出了一个月后纳粹德国吞并奥地利的第一步。

### 鹰巢

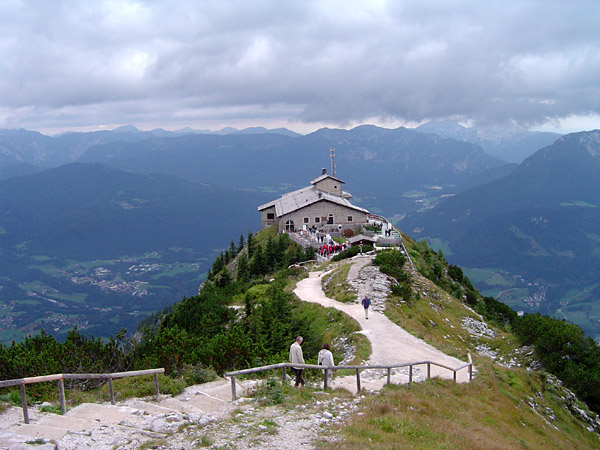
希特勒的“鹰巢”

希特勒的“鹰巢”是一座别墅，坐落在上萨尔茨堡山中的一座名为科赫施泰因（Kehlstein）的山顶。为了庆贺希特勒的50岁生日（1939年），马丁·鲍曼下令在上萨尔茨堡上中海拔1881米的科赫施泰因山顶建造一座别墅，作为纳粹党送给希特勒的贺礼，它后来成为了闻名遐迩的“鹰巢”，从“鹰巢”可以一览贝希特斯加登的阿尔卑斯山，最初设计为希特勒接待正式客人所用。别墅和配套设施在经历了13个月的建设于1938年竣工，从山脚上山的道路并不直接通到别墅，而是到达1700米高的平台，从平台到别墅的124米需要坐电梯，电梯建造在山岩内部，从平台通过一座洞门和一条约130米长的通道才能到达电梯的入口处。但希特勒仅来过“鹰巢”约10次，每次停留都未超過30分鐘。“鹰巢”不具备对盟军发动突然轰炸的防卫措施，盟军开始对德国大部分地区进行空袭后，纳粹才在上萨尔茨堡地区加强了防空设施，山底铺设了地下碉堡。
二战结束前，德怀特·艾森豪威尔在计划占领纳粹德国首都柏林的同时，担心党卫军等纳粹核心军队撤退到阿尔卑斯山中，下令盟军在1945年4月25日对上萨尔茨堡山进行了大规模的轰炸，但没有轰炸贝希特斯加登的大部分地区，希特勒在上萨尔茨堡驻地的大部分建筑被毁，只留下了希特勒的礼宾所和地下碉堡；“鹰巢”也的确成为了一个主要的轰炸目标，但并未受到损坏。贝希特斯加登在1945年5月4日被盟军占领。
“鹰巢”这座希特勒的豪华别墅在二战结束前并不为人所知，直到二战结束后才被媒体公开，英国记者瓦德·普理斯在战后的报道中称它为“世界八大奇迹之一”，并取名为“鹰巢”。如今的“鹰巢”仍保持着它最初的原始状态，并吸引了无数的游客。而希特勒在上萨尔茨堡的驻地于2005年被改建为贝希特斯加登洲际酒店，又名“德国第一山度假区”。